# Toda de Pamplona

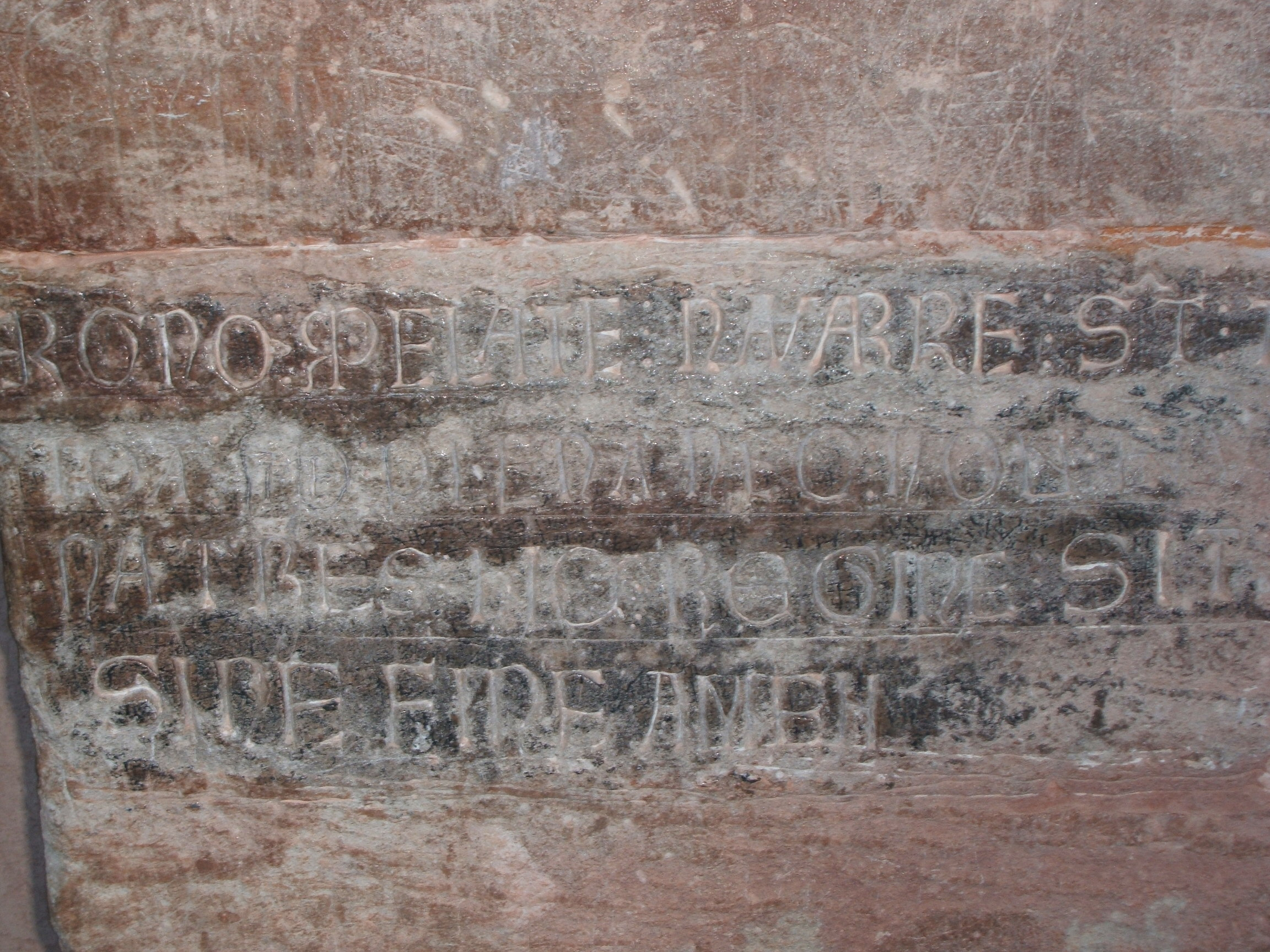
Inscripció en la tomba
de Toda de Navarra

Toda Asnar de Larraun (v 885 - d 970), infanta i reina consort de Pamplona (?-925).
Filla d'Asnar Sanxes de Larraun, net de Garcia I de Pamplona, i d'Ònnega de Pamplona, filla de Fortuny Garcés.
Toda va néixer del matrimoni dels seus pares, que eren cosins, i a la mort de Fortuny Garcés, vers el 925, va heretar els drets dinàstics d'aquest. Però les revoltes internes ocorregudes en els últims anys del regnat del seu avi i gràcies a l'ajuda externa d'Alfons III d'Astúries i del comte de Pallars va provocar que Sanç I Garcés fos elegit rei de Pamplona el 905.
Els nobles navarresos per refermar els drets dinàstics del nou rei el casaren amb Toda, la qual la mort del seu marit (925) s'encarregà de la tutela del seu fill Garcia II, donant proves de tanta energia com prudència, ja que en realitat des d'aquell moment portà les regnes del Govern. El regne, en aquell temps, es veia mesclada en les guerres de Castella, recolzant primer a Alfons IV i després d'altres pretendents.
Més tard s'uní a Ramir II i a Muhammad ibn Hashim contra Abd al-Rahman III, però el califa emprengué el 937 una campanya i penetrà en territori navarrès, obligant Toda a demanar la pau i a reconèixer la sobirania del soltà; malgrat tot, ben aviat, sacsejà aquest jou l'enèrgica Toda, doncs el 1939 ajudà a Ramir II en les Batalla de Simancas i la d'Alhandega, i se suposa que ella en persona comandà les seves hosts i contribuí eficaçment a la voctòria de Ramir II.
En la guerra entre Ordoni III i Sanç I, Toda es declarà per Sanç I, el qual era net seu. Destronat Sanç el 958, es traslladà a la cort de la seva àvia, doncs es creu que Toda seguia governant malgrat que Garcia Sanxes ja tenia edat suficient per a fer-ho. D'aquesta època data el viatge que feu Toda a Còrdova, viatge que alguns historiadors qualifiquen de llegenda, mentre que d'altres el descriuen amb gran luxe de detalls. La visita al califa tenia per objecte el restabliment de Sanç al tron de Lleó i fou iniciada en l'ànim de la reina pel metge jueu Hasdaï. Toda, amb el seu fill i el seu net i acompanyada de nombrós seguici es posà en camí vers la cort dels Estats musulmans, sent rebuda amb gran pompa pel califa. En l'entrevista es va convenir que el califa retornaria el tron a Sanç, amb la condició que el rei de Pamplona atacaria a Castella, com així ho va fer, apoderant-se inclús del comte Ferran González, si bé es negà a entregar-lo al musulmà.
Res més se sap de la reina Toda, que per aquella època devia ser ja molt anciana.
Del matrimoni entre Sanç I Garcés i Toda nasqueren:
- Sança de Pamplona (900-959), casada el 923 amb Ordoni II de Lleó i vers el 932 amb Ferran González
- Urraca de Pamplona (?-956), casada vers el 932 amb Ramir II de Lleó i el 959 amb el seu cunyat Ferran González
- Ònnega de Pamplona (?-931), casada el 923 amb Alfons IV de Lleó
- Garcia Sanxes I de Pamplona (919-970), rei de Pamplona
- Belasquita de Pamplona, casada el 930 amb Galí de Ribagorça
- Òrbita de Pamplona